# FIFA Confederations Cup 2013
De FIFA Confederations Cup 2013 was de negende editie van de FIFA Confederations Cup en werd gehouden in Brazilië als voorbereiding op het Wereldkampioenschap voetbal 2014. Zoals gebruikelijk waren de deelnemers het gastland, de wereldkampioen en de kampioenen van elk van de zes regionale voetbalbonden. De regionale kampioenen waren verplicht aan het toernooi mee te doen, behalve die uit Europa en Zuid-Amerika, die overigens wel gewoon meededen.
Gastland Brazilië slaagde erin zijn titel te prolongeren. Het versloeg in de finale wereldkampioen Spanje met 3-0. Het was de vierde eindzege voor Brazilië.

## Speelsteden
| Stad           | Stadion             | Foto                |
| -------------- | ------------------- | ------------------- |
| Rio de Janeiro | Estádio do Maracanã | Estadio do Maracanã |
| Brasilia       | Estádio Nacional    | Estádio Nacional    |
| Fortaleza      | Estádio Castelão    | Estádio Castelão    |
| Belo Horizonte | Estádio Mineirão    |                     |
| Salvador       | Arena Fonte Nova    | Arena Fonte Nova    |
| Recife         | Arena Pernambuco    | Arena Pernambuco    |

## Scheidsrechters
| Scheidsrechters  | Assistenten                              |
| ---------------- | ---------------------------------------- |
| Ravshan Irmatov  | Abdukhamidullo Rasulov Bahadyr Kochkarov |
| Yuichi Nishimura | Toru Sagara Toshiyuki Nagi               |
| Djamel Haimoudi  | Albdelhak Etchiali Redouane Achik        |
| Joel Aguilar     | William Torres Juan Zumba                |
| Diego Abal       | Hernán Maidana Juan Pablo Belatti        |
| Enrique Osses    | Francisco Mondria Carlos Astroza         |
| Felix Brych      | Thorsten Schiffner Mark Borsch           |
| Björn Kuipers    | Sander van Roekel Erwin Zeinstra         |
| Pedro Proença    | Bertino Miranda Tiago Trigo              |
| Howard Webb      | Darren Cann Mike Mullarkey               |

## Gekwalificeerde teams

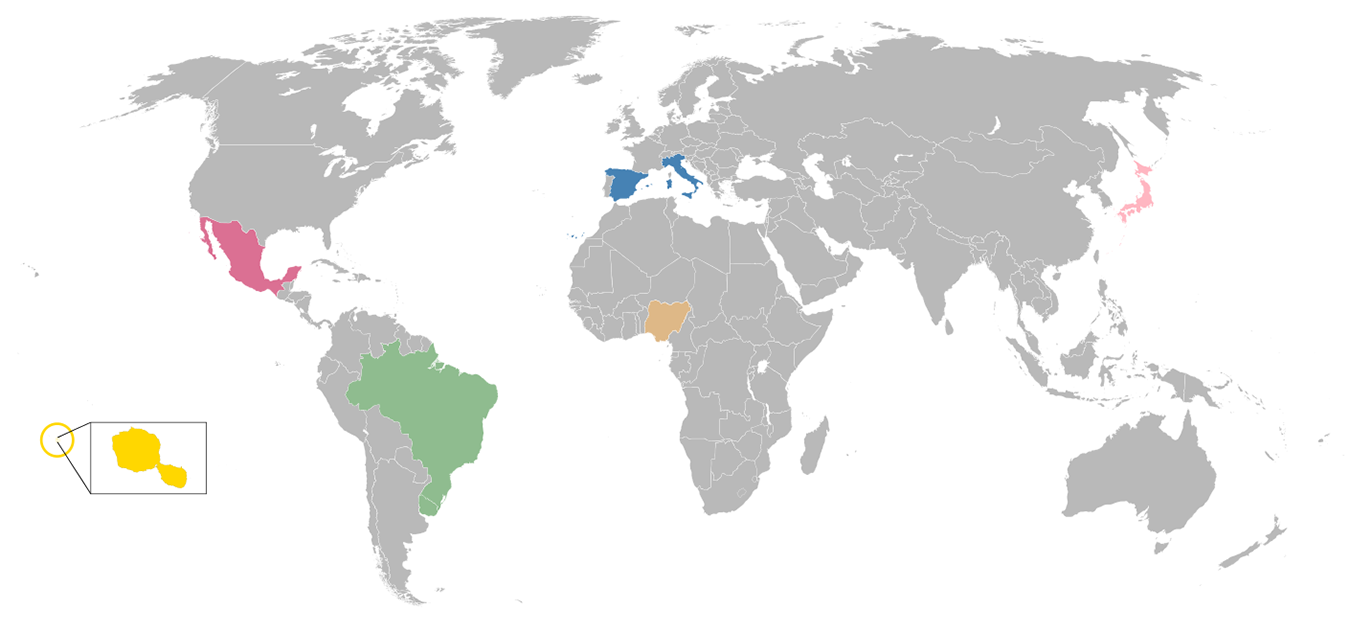
Deelnemende landen
AFC (Azië)
CAF (Afrika)
COMNEBOL (Zuid-Amerika)
CONCACAF (Noord-Amerika)
OFC (Oceanië)
UEFA (Europa)

| Team     | Continentale bond | Kwalificatietoernooi               | Datum van kwalificatie | Aantal deelnames |
| -------- | ----------------- | ---------------------------------- | ---------------------- | ---------------- |
| Brazilië | CONMEBOL          | Gastland                           | 30 oktober 2007        | 7                |
| Spanje   | UEFA              | Winnaar Wereldkampioenschap 2010   | 11 juli 2010           | 2                |
| Japan    | AFC               | Winnaar Azië Cup 2011              | 29 januari 2011        | 5                |
| Mexico   | CONCACAF          | Winnaar CONCACAF Gold Cup 2011     | 25 juni 2011           | 6                |
| Uruguay  | CONMEBOL          | Winnaar Copa América 2011          | 24 juli 2011           | 2                |
| Tahiti   | OFC               | Winnaar Oceanië Cup 2012           | 10 juni 2012           | 1                |
| Italië   | UEFA              | Verliezend finalist UEFA EURO 2012 | 28 juni 2012           | 2                |
| Nigeria  | CAF               | Winnaar Afrika Cup 2013            | 10 februari 2013       | 2                |

## Loting
De loting voor het toernooi werd gehouden op 1 december 2012 in São Paulo, Brazilië .
Teams van dezelfde confederatie konden niet in dezelfde groep worden geloot. Daarom werden teams van de CONMEBOL en UEFA geloot in Groep A of B. Brazilië werd automatisch geloot in Groep A, Uruguay kwam hierdoor in Groep B terecht.

## Groepsfase

### Groep A
| Team     | Gsp | GW | G | V | DV | DT | DS | Ptn |
| -------- | --- | -- | - | - | -- | -- | -- | --- |
| Brazilië | 3   | 3  | 0 | 0 | 9  | 2  | +7 | 9   |
| Italië   | 3   | 2  | 0 | 1 | 8  | 8  | 0  | 6   |
| Mexico   | 3   | 1  | 0 | 2 | 3  | 5  | –2 | 3   |
| Japan    | 3   | 0  | 0 | 3 | 4  | 9  | –5 | 0   |

|                                               |                                 |         |       |                                                                               |
| 15 juni 2013 «onderlinge duels» 16:00 (UTC−3) | Brazilië                        | 3 – 0   | Japan | Estádio Nacional, Brasilia Toeschouwers: 67.423 Scheidsrechter: Pedro Proença |
| 15 juni 2013 «onderlinge duels» 16:00 (UTC−3) | Neymar 3' Paulinho 48' Jô 90+3' | Verslag |       | Estádio Nacional, Brasilia Toeschouwers: 67.423 Scheidsrechter: Pedro Proença |

|                                               |                      |         |                         |                                                                                        |
| 16 juni 2013 «onderlinge duels» 16:00 (UTC−3) | Mexico               | 1 – 2   | Italië                  | Estádio do Maracanã, Rio de Janeiro Toeschouwers: 73.123 Scheidsrechter: Enrique Osses |
| 16 juni 2013 «onderlinge duels» 16:00 (UTC−3) | Hernández 34' (pen.) | Verslag | 27' Pirlo 78' Balotelli | Estádio do Maracanã, Rio de Janeiro Toeschouwers: 73.123 Scheidsrechter: Enrique Osses |

|                                               |                    |         |        |                                                                              |
| 19 juni 2013 «onderlinge duels» 16:00 (UTC−3) | Brazilië           | 2 – 0   | Mexico | Estádio Castelão, Fortaleza Toeschouwers: 50.791 Scheidsrechter: Howard Webb |
| 19 juni 2013 «onderlinge duels» 16:00 (UTC−3) | Neymar 9' Jô 90+3' | Verslag |        | Estádio Castelão, Fortaleza Toeschouwers: 50.791 Scheidsrechter: Howard Webb |

|                                               |                                                                  |         |                                         |                                                                          |
| 19 juni 2013 «onderlinge duels» 19:00 (UTC−3) | Italië                                                           | 4 – 3   | Japan                                   | Arena Pernambuco, Recife Toeschouwers: 40.489 Scheidsrechter: Diego Abal |
| 19 juni 2013 «onderlinge duels» 19:00 (UTC−3) | De Rossi 41' Uchida 50' (e.d.) Balotelli 52' (pen.) Giovinco 86' | Verslag | 21' (pen.) Honda 33' Kagawa 69' Okazaki | Arena Pernambuco, Recife Toeschouwers: 40.489 Scheidsrechter: Diego Abal |

|                                               |                               |         |                                      |                                                                                 |
| 22 juni 2013 «onderlinge duels» 16:00 (UTC−3) | Italië                        | 2 – 4   | Brazilië                             | Arena Fonte Nova, Salvador Toeschouwers: 48.874 Scheidsrechter: Ravshan Irmatov |
| 22 juni 2013 «onderlinge duels» 16:00 (UTC−3) | Giaccherini 51' Chiellini 71' | Verslag | 45+1' Dante 55' Neymar 66', 89' Fred | Arena Fonte Nova, Salvador Toeschouwers: 48.874 Scheidsrechter: Ravshan Irmatov |

|                                               |             |         |                    |                                                                                   |
| 22 juni 2013 «onderlinge duels» 16:00 (UTC−3) | Japan       | 1 – 2   | Mexico             | Estádio Mineirão, Belo Horizonte Toeschouwers: 52.690 Scheidsrechter: Felix Brych |
| 22 juni 2013 «onderlinge duels» 16:00 (UTC−3) | Okazaki 86' | Verslag | 54', 66' Hernández | Estádio Mineirão, Belo Horizonte Toeschouwers: 52.690 Scheidsrechter: Felix Brych |

### Groep B
| Team    | Gsp | GW | G | V | DV | DT | DS  | Ptn |
| ------- | --- | -- | - | - | -- | -- | --- | --- |
| Spanje  | 3   | 3  | 0 | 0 | 15 | 1  | +14 | 9   |
| Uruguay | 3   | 2  | 0 | 1 | 11 | 3  | +8  | 6   |
| Nigeria | 3   | 1  | 0 | 2 | 7  | 6  | +1  | 3   |
| Tahiti  | 3   | 0  | 0 | 3 | 1  | 24 | –23 | 0   |

|                                               |                       |         |            |                                                                                |
| 16 juni 2013 «onderlinge duels» 19:00 (UTC−3) | Spanje                | 2 – 1   | Uruguay    | Arena Pernambuco, Recife Toeschouwers: 41.705 Scheidsrechter: Yuichi Nishimura |
| 16 juni 2013 «onderlinge duels» 19:00 (UTC−3) | Pedro 20' Soldado 32' | Verslag | 88' Suárez | Arena Pernambuco, Recife Toeschouwers: 41.705 Scheidsrechter: Yuichi Nishimura |

|                                               |              |         |                                                                           |                                                                                    |
| 17 juni 2013 «onderlinge duels» 16:00 (UTC−3) | Tahiti       | 1 – 6   | Nigeria                                                                   | Estádio Mineirão, Belo Horizonte Toeschouwers: 20.187 Scheidsrechter: Joel Aguilar |
| 17 juni 2013 «onderlinge duels» 16:00 (UTC−3) | J. Tehau 54' | Verslag | 5' (e.d.) Vallar 10', 26', 76' Oduamadi 69' (e.d.) J. Tehau 80' Echiéjilé | Estádio Mineirão, Belo Horizonte Toeschouwers: 20.187 Scheidsrechter: Joel Aguilar |

|                                               |                                                                      |         |        |                                                                                          |
| 20 juni 2013 «onderlinge duels» 16:00 (UTC−3) | Spanje                                                               | 10 – 0  | Tahiti | Estádio do Maracanã, Rio de Janeiro Toeschouwers: 71.806 Scheidsrechter: Djamel Haimoudi |
| 20 juni 2013 «onderlinge duels» 16:00 (UTC−3) | Torres 5', 33', 57', 78' Silva 31', 89' Villa 39', 49', 64' Mata 66' | Verslag |        | Estádio do Maracanã, Rio de Janeiro Toeschouwers: 71.806 Scheidsrechter: Djamel Haimoudi |

|                                               |           |         |                       |                                                                               |
| 20 juni 2013 «onderlinge duels» 19:00 (UTC−3) | Nigeria   | 1 – 2   | Uruguay               | Arena Fonte Nova, Salvador Toeschouwers: 26.769 Scheidsrechter: Björn Kuipers |
| 20 juni 2013 «onderlinge duels» 19:00 (UTC−3) | Mikel 37' | Verslag | 19' Lugano 51' Forlán | Arena Fonte Nova, Salvador Toeschouwers: 26.769 Scheidsrechter: Björn Kuipers |

|                                               |         |         |                         |                                                                               |
| 23 juni 2013 «onderlinge duels» 16:00 (UTC−3) | Nigeria | 0 – 3   | Spanje                  | Estádio Castelão, Fortaleza Toeschouwers: 51.263 Scheidsrechter: Joel Aguilar |
| 23 juni 2013 «onderlinge duels» 16:00 (UTC−3) |         | Verslag | 3', 88' Alba 62' Torres | Estádio Castelão, Fortaleza Toeschouwers: 51.263 Scheidsrechter: Joel Aguilar |

|                                               |                                                                            |         |        |                                                                             |
| 23 juni 2013 «onderlinge duels» 16:00 (UTC−3) | Uruguay                                                                    | 8 – 0   | Tahiti | Arena Pernambuco, Recife Toeschouwers: 22.047 Scheidsrechter: Pedro Proença |
| 23 juni 2013 «onderlinge duels» 16:00 (UTC−3) | Hernández 2', 24', 45+1', 67' (pen.) Pérez 27' Lodeiro 61' Suárez 82', 90' | Verslag |        | Arena Pernambuco, Recife Toeschouwers: 22.047 Scheidsrechter: Pedro Proença |

## Knock-outfase
|  | halve finale             | halve finale        |   |                    | finale                   | finale |
|  |                          |                     |   |                    |                          |        |
|  | 26 juni – Belo Horizonte |                     |   |                    |                          |        |
|  | Brazilië                 | 2                   |   |                    |                          |        |
|  | Uruguay                  | 1                   |   |                    |                          |        |
|  |                          |                     |   |                    |                          |        |
|  |                          |                     |   |                    | 30 juni – Rio de Janeiro |        |
|  |                          |                     |   |                    | Brazilië                 | 3      |
|  |                          | Spanje              | 0 |                    |                          |        |
|  |                          |                     |   |                    |                          |        |
|  |                          |                     |   |                    | derde plaats             |        |
|  | 27 juni – Fortaleza      | 27 juni – Fortaleza |   | 30 juni – Salvador | 30 juni – Salvador       |        |
|  | Spanje                   | 0 (7)               |   | Uruguay            | 2 (2)                    |        |
|  | Italië                   | 0 (6)               |   |                    | Italië                   | 2 (3)  |

### Halve finales
|                                                           |                       |         |            |                                                                                     |
| 26 juni 2013 «onderlinge duels» 16:00 (UTC−3) 21:00 UTC+1 | Brazilië              | 2 – 1   | Uruguay    | Estádio Mineirão, Belo Horizonte Toeschouwers: 57.483 Scheidsrechter: Enrique Osses |
| 26 juni 2013 «onderlinge duels» 16:00 (UTC−3) 21:00 UTC+1 | Fred 41' Paulinho 86' | Verslag | 48' Cavani | Estádio Mineirão, Belo Horizonte Toeschouwers: 57.483 Scheidsrechter: Enrique Osses |

|                                                           |                                              |              |                                                             |                                                                              |
| 27 juni 2013 «onderlinge duels» 16:00 (UTC−3) 21:00 UTC+1 | Spanje                                       | 0 – 0 (n.v.) | Italië                                                      | Estádio Castelão, Fortaleza Toeschouwers: 56.083 Scheidsrechter: Howard Webb |
| 27 juni 2013 «onderlinge duels» 16:00 (UTC−3) 21:00 UTC+1 | Verslag                                      |              |                                                             | Estádio Castelão, Fortaleza Toeschouwers: 56.083 Scheidsrechter: Howard Webb |
| 27 juni 2013 «onderlinge duels» 16:00 (UTC−3) 21:00 UTC+1 | Strafschoppen                                |              |                                                             | Estádio Castelão, Fortaleza Toeschouwers: 56.083 Scheidsrechter: Howard Webb |
| 27 juni 2013 «onderlinge duels» 16:00 (UTC−3) 21:00 UTC+1 | Xavi Iniesta Piqué Ramos Mata Busquets Navas | 7 – 6        | Candreva Aquilani De Rossi Giovinco Pirlo Montolivo Bonucci | Estádio Castelão, Fortaleza Toeschouwers: 56.083 Scheidsrechter: Howard Webb |

### Troostfinale
|                                                           |                                      |              |                                             |                                                                                 |
| 30 juni 2013 «onderlinge duels» 13:00 (UTC−3) 18:00 UTC+1 | Uruguay                              | 2 – 2 (n.v.) | Italië                                      | Arena Fonte Nova, Salvador Toeschouwers: 43.382 Scheidsrechter: Djamel Haimoudi |
| 30 juni 2013 «onderlinge duels» 13:00 (UTC−3) 18:00 UTC+1 | Cavani 58', 78'                      | Verslag      | 24' Astori 73' Diamanti                     | Arena Fonte Nova, Salvador Toeschouwers: 43.382 Scheidsrechter: Djamel Haimoudi |
| 30 juni 2013 «onderlinge duels» 13:00 (UTC−3) 18:00 UTC+1 | Strafschoppen                        |              |                                             | Arena Fonte Nova, Salvador Toeschouwers: 43.382 Scheidsrechter: Djamel Haimoudi |
| 30 juni 2013 «onderlinge duels» 13:00 (UTC−3) 18:00 UTC+1 | Forlan Cavani Suárez Cáceres Gargano | 2 – 3        | Aquilani El Shaarawy De Sciglio Giaccherini | Arena Fonte Nova, Salvador Toeschouwers: 43.382 Scheidsrechter: Djamel Haimoudi |

### Finale
|                                                           |                         |         |        |                                                                                        |
| 30 juni 2013 «onderlinge duels» 19:00 (UTC−3) 00:00 UTC+1 | Brazilië                | 3 – 0   | Spanje | Estádio do Maracanã, Rio de Janeiro Toeschouwers: 73.531 Scheidsrechter: Björn Kuipers |
| 30 juni 2013 «onderlinge duels» 19:00 (UTC−3) 00:00 UTC+1 | Fred 2', 48' Neymar 44' | Verslag |        | Estádio do Maracanã, Rio de Janeiro Toeschouwers: 73.531 Scheidsrechter: Björn Kuipers |

| FIFA Confederations Cup 2013 |
| ---------------------------- |
| BRAZILIË 4de titel           |

## Doelpuntenmakers
5 doelpunten
- Fernando Torres
- Fred

4 doelpunten
- Abel Hernández
- Neymar

3 doelpunten
- Javier Hernández
- David Villa
- Luis Suárez
- Edinson Cavani
- Nnamdi Oduamadi

2 doelpunten
- Jô
- Paulinho
- Mario Balotelli
- Shinji Okazaki
- Jordi Alba
- David Silva

1 doelpunt
- Dante
- Giorgio Chiellini
- Daniele De Rossi
- Emanuele Giaccherini
- Sebastian Giovinco
- Andrea Pirlo
- Davide Astori
- Alessandro Diamanti
- Keisuke Honda
- Shinji Kagawa
- Juan Mata
- Pedro
- Roberto Soldado
- Jonathan Tehau
- Elderson
- John Obi Mikel
- Diego Forlán
- Nicolás Lodeiro
- Diego Lugano
- Diego Pérez

Eigen doelpunt
- Atsuto Uchida
- Jonathan Tehau
- Nicolas Vallar

## In Beeld

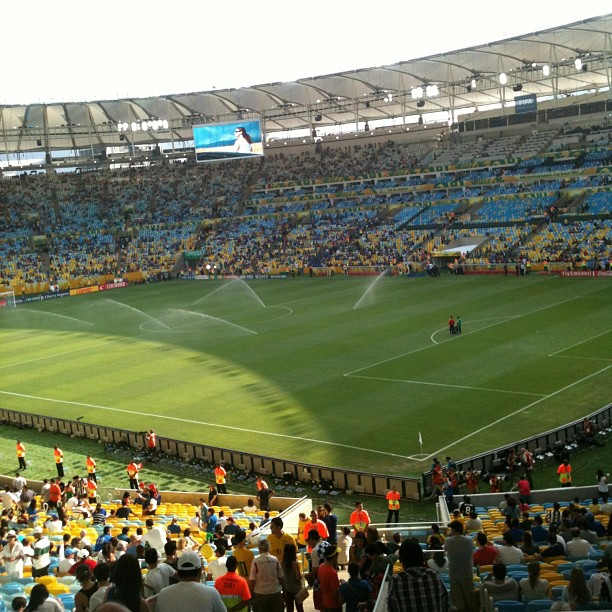
Mexico– Italië
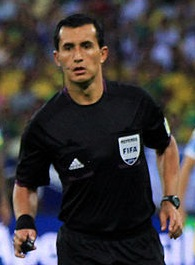
Enrique Osses (Brazilië-Uruguay)
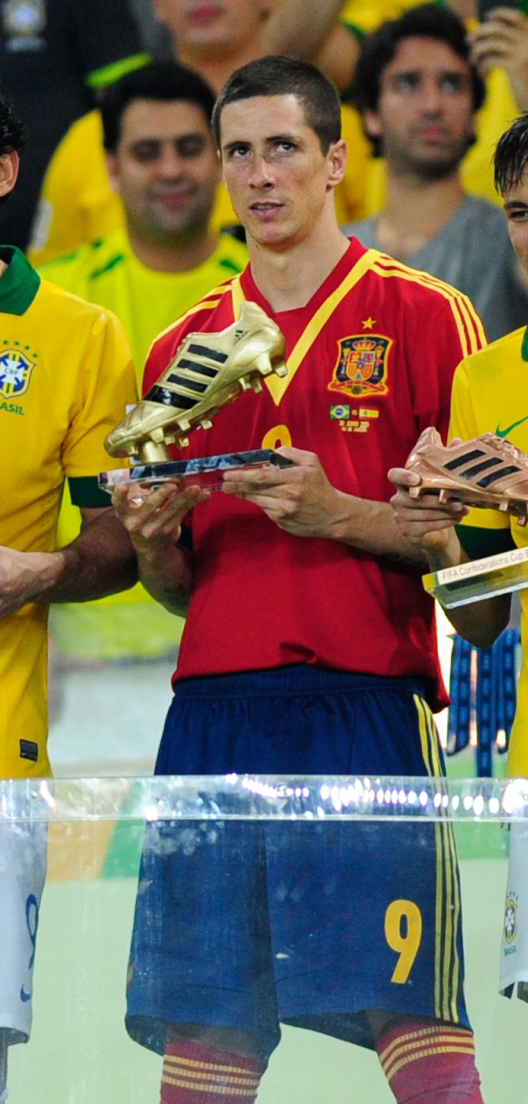
Fernando Torres (Gouden schoen)
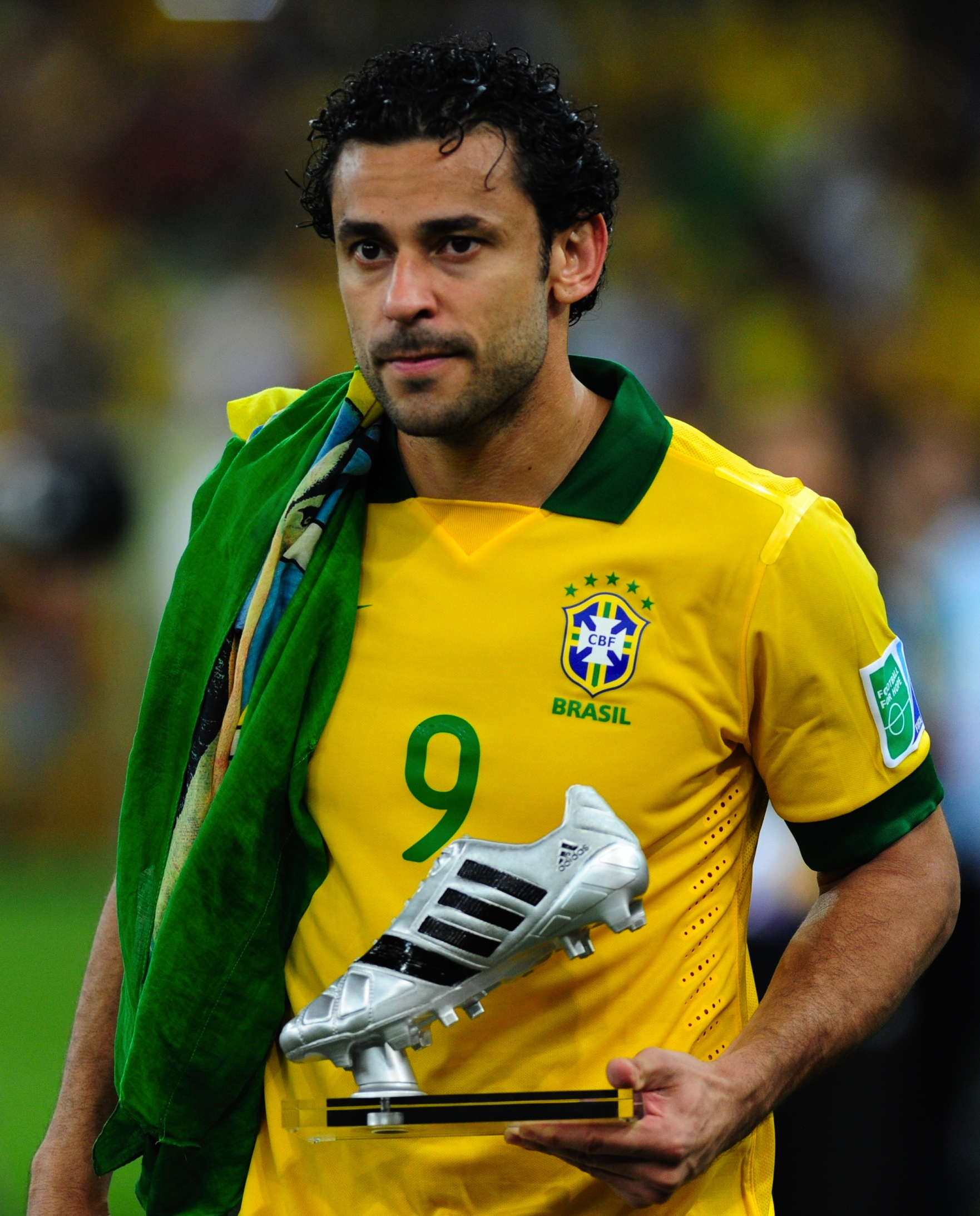
Fred (Zilveren schoen)
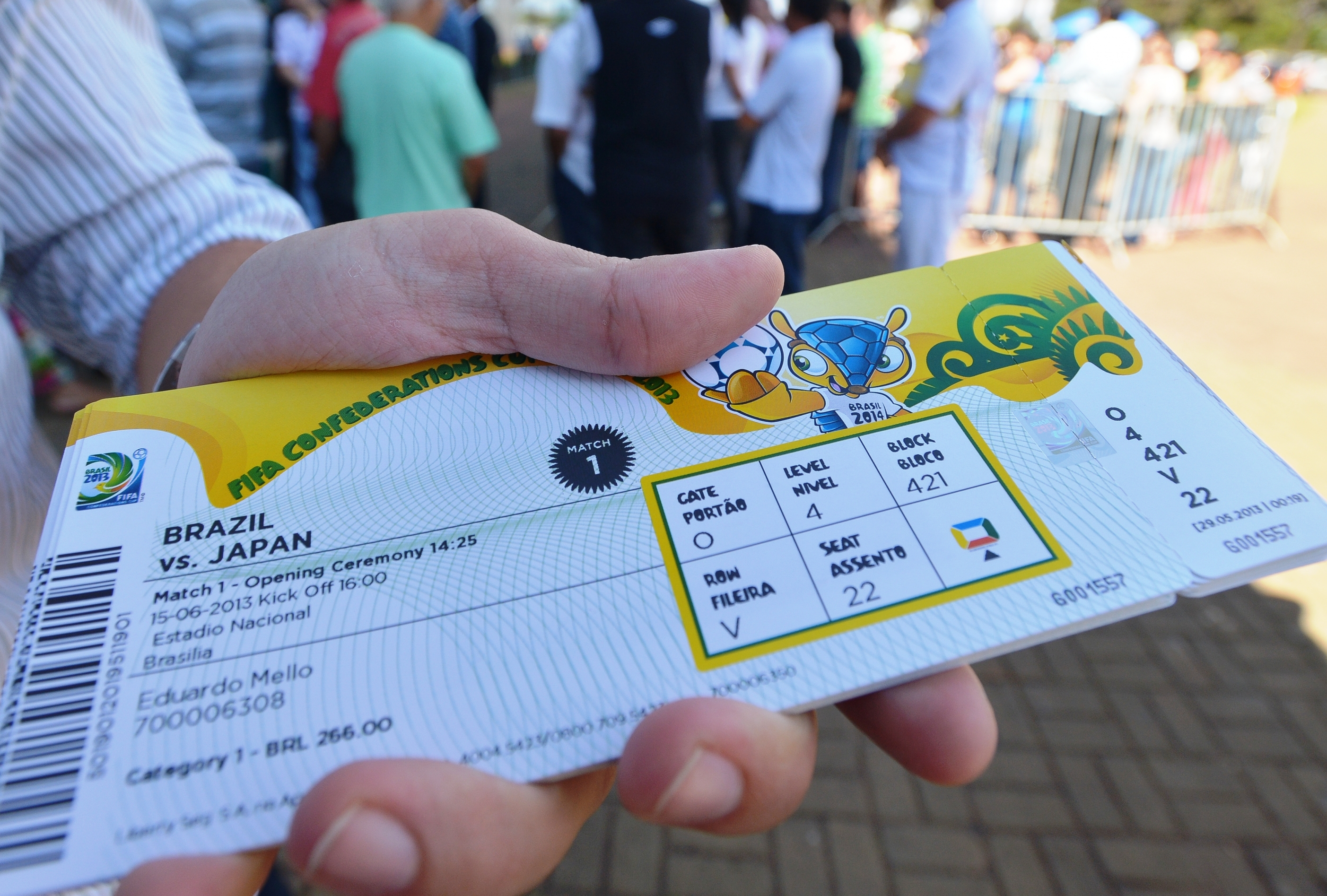
Ticket (Brazilië-Japan)
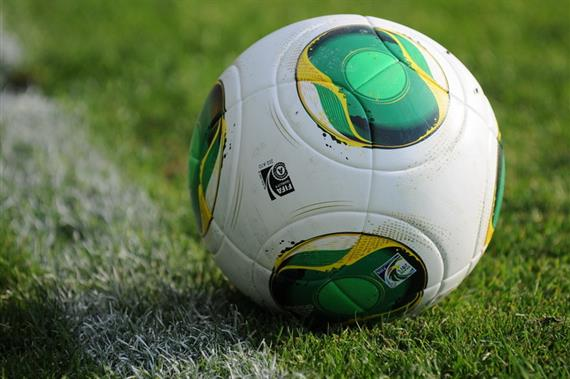
De bal
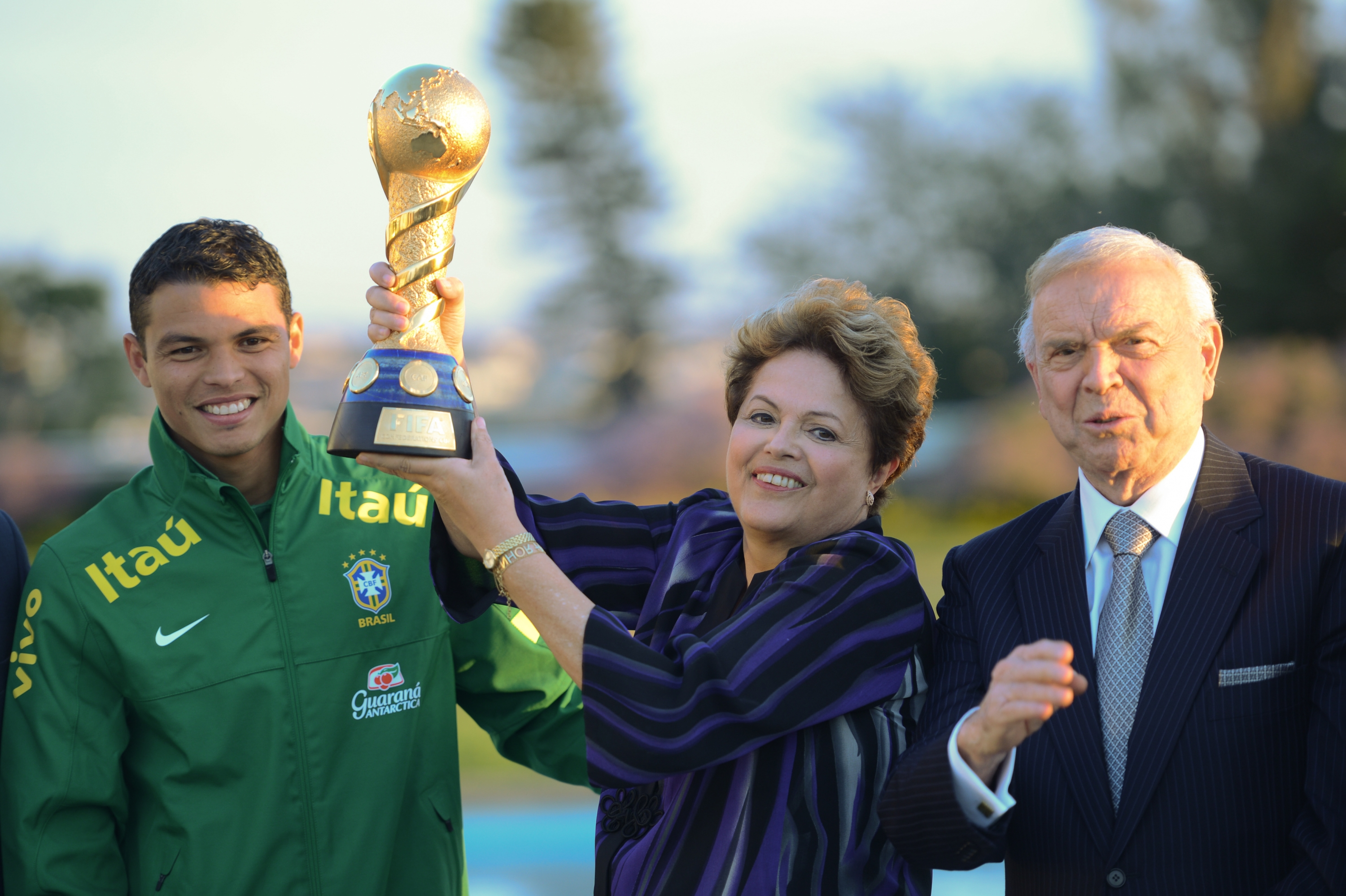
Dilma Rousseff